# Малик, Таши и Нунгши
Таши Малик и Нунгши Малик (англ. Tashi Malik and Nungshi Malik) — индийские сёстры-близняшки, первая в истории пара близнецов, вместе взошедших на вершину Джомолунгмы.

## Биография
Близняшки Таши и Нунгши Малик родились в Индии, в штате Харьяна, а ныне проживают в городе Дехрадун. Отец — Вирендра Сингх Малик, индийский армейский офицер, полковник в отставке, родом из деревни Анвали (Anwali) округа Сонипат штата Харьяна, после выхода в отставку проживает в Дехрадуне. Мать — Анджу Тхапа Малик, домохозяйка и дочь подполковника Джема Бахадура Тхапы.
Как и многим офицерским семьям, им приходилось часто переезжать с места на место. И девочки учились более чем в девяти школах в штатах Мадхья-Прадеш, Уттар-Прадеш, Уттаракханд, Тамилнад, Керала и Манипур, в том числе в престижной Школе Лоуренса (англ. Lawrence School) (город Лавдейл (англ. Lovedale), округ Нилгири, штат Тамилнад). Сёстры достигли выдающихся успехов в учёбе. Так, в Школе имени пятисотлетия гуру Нанака (англ. Guru Nanak Fifth Centenary School) в городе Массури (округ Дехрадун, штат Уттаракханд) на Всеиндийских экзаменах (англ. All India board exams) они набрали 88 % и 86 % от максимального балла, заняв первое и третье места среди девушек из своей секции. В июле 2009 года Таши и Нунгши Малик поступили в Университет Сикким Манипал (англ. Sikkim Manipal University), а в январе 2013 года получили там степень бакалавра с отличием по специальности «Журналистика и массовые коммуникации».

## Джомолунгма
Таши и Нунгши Малик проходили альпинистскую подготовку в Институте альпинизма имени Неру (англ. Nehru Institute of Mountaineering), начиная с 2010 года.
В воскресенье, 19 мая 2013 года, близняшки совершили успешное восхождение на Джомолунгму, став первыми сёстрами-близняшками, совместно сделавшими это. Вместе с ними ступила на вершину пакистанская альпинистка Самина Баиг. Девушки установили флаги своих стран рядом на вершине, чтобы тем самым поддержать мир и дружбу между их странами, а также равноправие полов. Поэтому перед финальным восхождением Таши Нунгши и Самина сказали:

Женщины у нас сталкиваются с похожими гендерными проблемами; так давайте же преодолевать их вместе … прогресс наших женщин означает прогресс нашего общества. И гарантированный мир!
Оригинальный текст (англ.)Our women face similar gender challenges; let’s fight them together …if our women progress, our societies will. And peace is assured!

## Семь вершин и планы

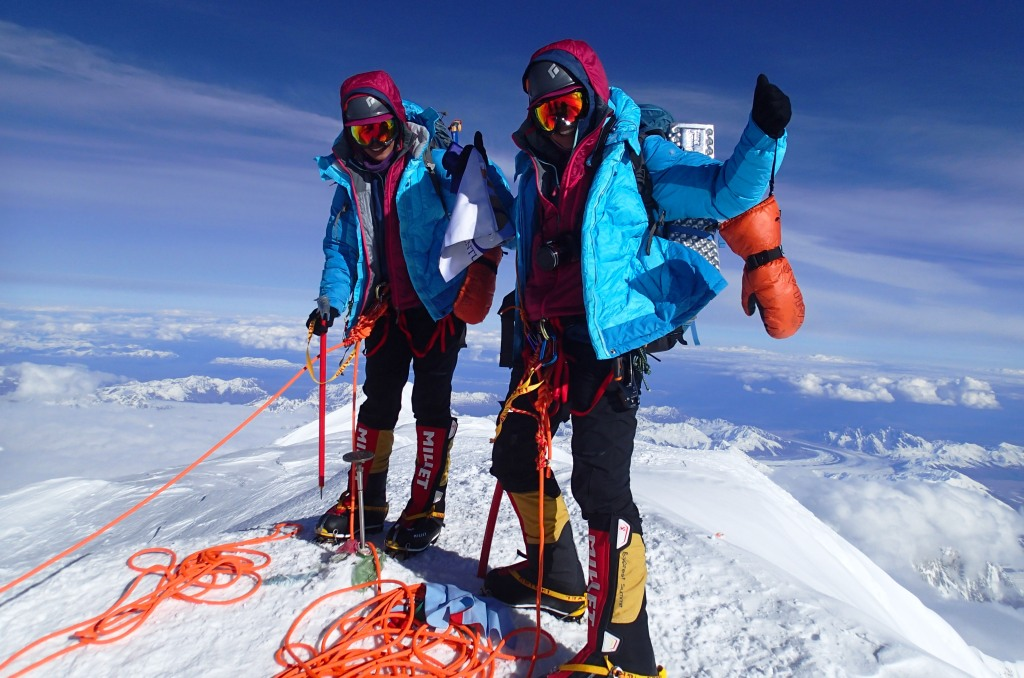
На вершине Мак-Кинли. 4 июня 2014 г.

Покорив Джомолунгму, близняшки поставили себе цель взойти на оставшиеся шесть высочайших вершин всех частей света, ради поддержки альпинизма и индийских девушек и девочек. До Джомолунгмы они восходили на вершину Килиманджаро (в феврале 2012 года), после — на Эльбрус (август 2013 г.), Аконкагуа (январь 2014 г.), Пунчак-Джая (март 2014 г.), Мак-Кинли (июнь 2014 г.). Наконец, сёстры отправились в Антарктиду и 16 декабря 2014 г. поднялись на Пик Винсон — высшую точку ледяного континента. Они стали не только первыми близняшками, но и первыми сёстрами, покорившими все Семь вершин.
Таши и Нунгши не хотят останавливаться на достигнутом. Следующая их цель — дойти до обоих полюсов Земли на лыжах.

## Признание
Сёстры попали в Книгу рекордов Гиннесса: в юбилейном 60-м выпуске есть запись о них как о первых близняшках, покоривших Джомолунгму вместе.